# 10677 Colucci
10677 Colucci eller 1979 MN3 är en asteroid i huvudbältet som upptäcktes den 25 juni 1979 av de båda amerikanska astronomerna Eleanor F. Helin och Schelte J. Bus vid Siding Spring-observatoriet. Den är uppkallad efter astronomen Adrian Rodriguez Colucci.
Asteroiden har en diameter på ungefär 4 kilometer.